# Wehrkirche Ehenfeld

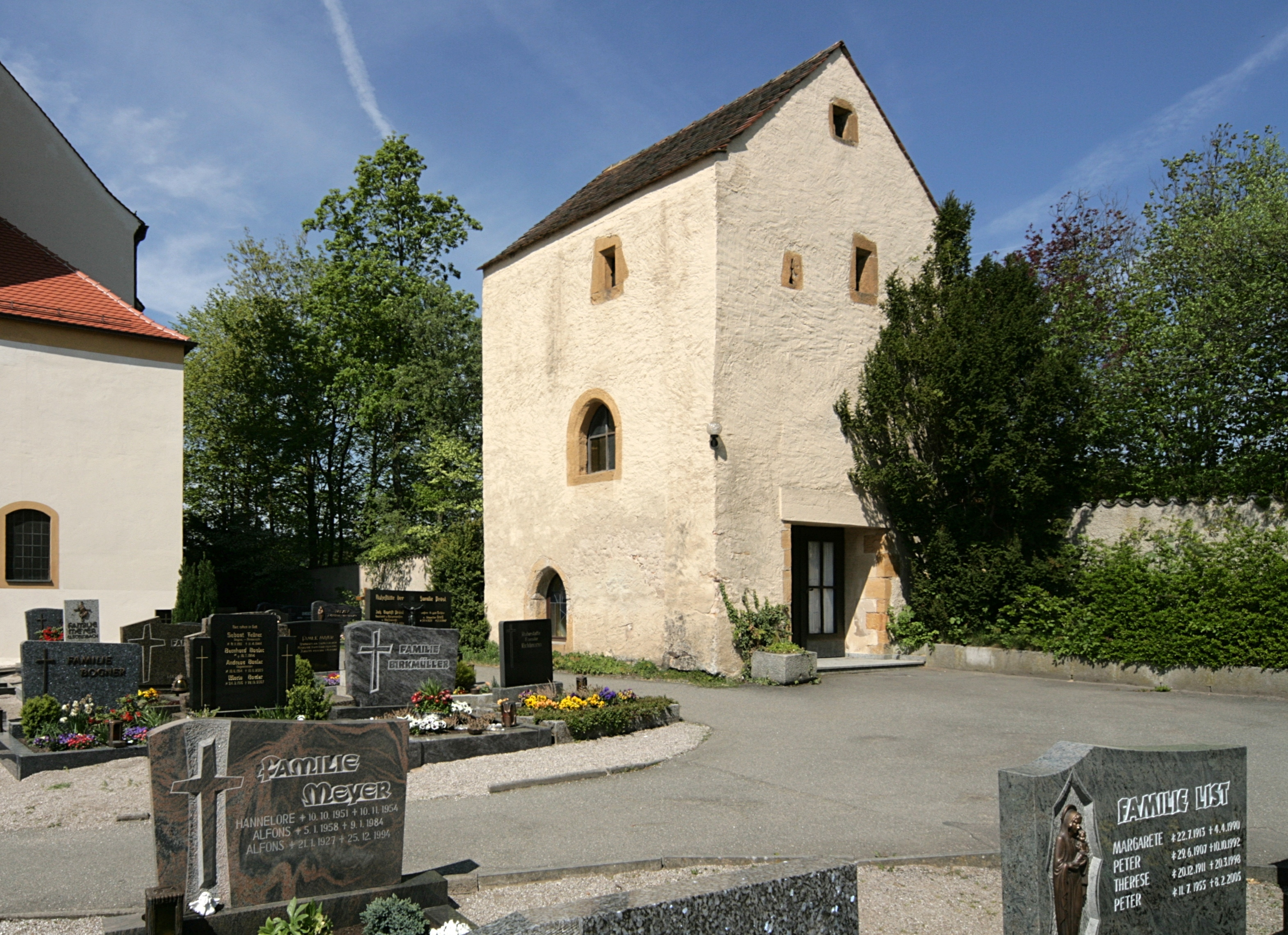
Leichenhaus, ehemaliger Wehrturm

Die Wehrkirche Ehenfeld ist die katholische Kuratiekirche St. Michael auf dem heutigen Kirchberg in Ehenfeld, einem Ortsteil der Stadt Hirschau im Landkreis Amberg-Sulzbach in der Oberpfalz in Bayern. Erhalten von der Wehrkirche ist ein ehemaliger Wehrturm und späteres Leichenhaus. Die Befestigungsanlage wird als Bodendenkmal unter der Aktennummer D-3-6437-0031 im Bayernatlas als „archäologische Befunde des Mittelalters und der frühen Neuzeit im Bereich der katholischen Kirche St. Michael in Ehenfeld mit zugehöriger Kirchenbefestigung“ geführt.

## Geschichte

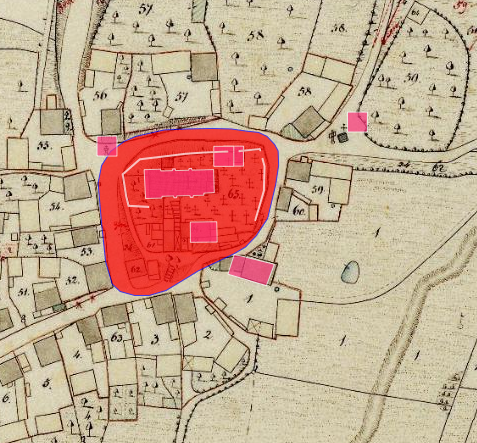
Lageplan der Wehrkirche Ehenfeld auf dem Urkataster von Bayern

1130 wurde Ehenfeld als „Ehenvelt“ zum ersten Mal urkundlich erwähnt und am 3. März 1293 ein zweites Mal als „Eheveld“.
Die Katholische Kuratiekirche St. Michael ist ein Saalbau. Der weitgehend verputzte Massivbau mit Satteldach und nicht eingezogenem Chor, Ostturm mit Zeltdach und Laterne sowie Strebepfeilern stammt im Kern aus dem 12./13. Jahrhundert, Umbauten, Erneuerung des Langhauses und Anbau der Sakristei im 15. und 16./17. Jahrhundert sowie 1782.
In der Denkmalliste erwähnt werden drei Sandsteinfiguren der hl. Petrus, Jakobus und Johannes, wohl barock, ehem. Bestandteil einer Ölberggruppe sowie im Friedhof Teilstücke der historischen Friedhofsmauer.
Von der ehemaligen, vermutlich im 12. Jahrhundert erbauten befestigten Friedhofsanlage ist noch der dreigeschossige Torturm, ein gotischer, verputzter Massivbau mit Satteldach und Schießscharten, im Nordosten erhalten. Er wird heute als Leichenhaus genutzt.